# Landespokal Niederrhien
 Der er for få eller ingen kildehenvisninger i denne artikel, hvilket er et problem. Du kan hjælpe ved at angive troværdige kilder til de påstande, som fremføres i artiklen.

Nedre Rhin Cup er en årlig pokalturnering for fodboldklubber i Nedre Rhinen.

## Historie
Turneringen har flere gange skiftet navn. I perioden 1994 til og med 2012 hed pokalturneringen ARAG Cup, men skiftede i 2008 navn til Diebels Lower Rhine Cup. Dette navn forblev i 5 år inden det igen skiftede navn, denne gang til Otelo Lower Rhine Cup. Otelo forblev navnesponser for turneringen i 3 år fra 2013 til 2016. Fra 2016 til 2018 havde DERWESTEN.de navnerettighederne til turneringen, men i sæsonen 2018/19 blev RevierSport navnesponser og har siden forblevet som navnesponsor.

## Kvalifikation og spiltilstand
Deltagerne, hvis antal blev øget fra 32 til 64 for sæsonen 2010/11, kommer fra forbundets klubber i 3. liga, Regionalliga West og Oberliga Niederrhein, som alle automatisk kvalificerer sig til første runde, og kvalifikationskampene 14 distriktspokaler tilsammen. Antallet af kvalifikationskampe pr. distriktspokal, hvor holdene fra sjette lags nationale ligaer konkurrerer, afhænger af størrelsen af det respektive distrikt.
Vinderen af pokalturneringen er berettiget til at deltage i DFB-Pokal.

## Vindere
De tidligere vindere af turneringen. 
| Klub                            | Titler | År                                                         |
| ------------------------------- | ------ | ---------------------------------------------------------- |
| Rot-Weiss Essen                 | 10     | 1995, 2002, 2004, 2008, 2011, 2012, 2015, 2016, 2020, 2023 |
| Wuppertaler SV                  | 7      | 1981, 1985, 1999, 2000, 2005, 2007, 2021                   |
| FC Remscheid                    | 3      | 1990, 1991, 1994                                           |
| Rot-Weiß Oberhausen             | 3      | 1996, 1998, 2018                                           |
| MSV Duisburg                    | 3      | 1989, 2014, 2017                                           |
| Schwarz-Weiß Essen              | 2      | 1987, 2010                                                 |
| SSVg. Velbert                   | 2      | 1987, 2010                                                 |
| KFC Uerdingen 05                | 2      | 2001, 2019                                                 |
| Sportfreunde Baumberg           | 1      | 2013                                                       |
| VfB Speldorf                    | 1      | 2009                                                       |
| Borussia Mönchengladbach Amatør | 1      | 1997                                                       |
| SV Viktoria Goch                | 1      | 1986                                                       |
| 1. FC Bocholt                   | 1      | 1983                                                       |
| Bayer 05 Uerdingen Amatør       | 1      | 1982                                                       |
| SV Straelen                     | 1      | 2022                                                       |

Der kendes ingen vindere for 1984, 1988, 1992 og 1993. I 1992 kvalificerede Wuppertaler SV und Fortuna Düsseldorf Amatør sig begge til den første runde af den tyske pokalturnering gennem Nedre Rhin Cup

## Finalernes historie
| Dato            | vinder | finalist | Resultat | Mødested                                     |
| --------------- | --- | --- | --- | -------------------------------------------- |
| 27. maj 1981    | Wuppertaler SV | Kevelaerer SV | 1:0 |                                              |
| 25. maj 1982    | Bayer 05 Uerdingen Am. | Wuppertaler SV | 5:2 |                                              |
| 31. juli 1983   | 1. FC Bocholt | Rot-Weiß Oberhausen | 2:0 | Niederrhein Stadium (Oberhausen)             |
| 1984            | ikke fastlagt, fordi de to potentielle finalister, Duisburger FV 08 og Olympia Bocholt , allerede havde kvalificeret sig til DFB Cuppen      | ikke fastlagt, fordi de to potentielle finalister, Duisburger FV 08 og Olympia Bocholt , allerede havde kvalificeret sig til DFB Cuppen      | ikke fastlagt, fordi de to potentielle finalister, Duisburger FV 08 og Olympia Bocholt , allerede havde kvalificeret sig til DFB Cuppen      |                                              |
| 30. maj 1985    | Wuppertaler SV | Rot-Weiss Essen | 1:0 | Stadion i Zoo (Wuppertal)                    |
| 15. maj 1986    | SV Viktoria Goch | Wuppertaler SV | 4:0 | Hubert Houben Stadion (Goch)                 |
| 1987            | Schwarz-Weiß Essen | Hamborg 07 | 5:3 | Uhlenkrug Stadium (Essen)                    |
| 1988            | ikke fastlagt, fordi de to potentielle finalister, MSV Duisburg og Sportfreunde Hamborn 07 , allerede havde kvalificeret sig til DFB Cuppen  | ikke fastlagt, fordi de to potentielle finalister, MSV Duisburg og Sportfreunde Hamborn 07 , allerede havde kvalificeret sig til DFB Cuppen  | ikke fastlagt, fordi de to potentielle finalister, MSV Duisburg og Sportfreunde Hamborn 07 , allerede havde kvalificeret sig til DFB Cuppen  |                                              |
| 20. april 1989  | MSV Duisburg | Düsseldorfer SV 04 | 7:1 | Stadion på Wilhelm-Heinrich-Weg (Düsseldorf) |
| 1990            | ikke fastlagt, fordi de to potentielle finalister, FC Remscheid og SV Hilden-Nord , allerede havde kvalificeret sig til DFB Cuppen           | ikke fastlagt, fordi de to potentielle finalister, FC Remscheid og SV Hilden-Nord , allerede havde kvalificeret sig til DFB Cuppen           | ikke fastlagt, fordi de to potentielle finalister, FC Remscheid og SV Hilden-Nord , allerede havde kvalificeret sig til DFB Cuppen           |                                              |
| 15. juli 1991   | FC Remscheid | VfB Lohberg | 5:4 A.E. | Dorotheen Kampfbahn (Dinslaken-Lohberg)      |
| 1992            | ikke fastlagt, fordi de to potentielle finalister, Wuppertaler SV og Fortuna Düsseldorf Am. , havde allerede kvalificeret sig til DFB Cuppen | ikke fastlagt, fordi de to potentielle finalister, Wuppertaler SV og Fortuna Düsseldorf Am. , havde allerede kvalificeret sig til DFB Cuppen | ikke fastlagt, fordi de to potentielle finalister, Wuppertaler SV og Fortuna Düsseldorf Am. , havde allerede kvalificeret sig til DFB Cuppen |                                              |
| 1993            | ikke fastlagt, fordi de to finalister, Rot-Weiss Essen og 1. FC Bocholt , allerede havde kvalificeret sig til DFB Cuppen                     | ikke fastlagt, fordi de to finalister, Rot-Weiss Essen og 1. FC Bocholt , allerede havde kvalificeret sig til DFB Cuppen                     | ikke fastlagt, fordi de to finalister, Rot-Weiss Essen og 1. FC Bocholt , allerede havde kvalificeret sig til DFB Cuppen                     |                                              |
| maj 1994        | FC Remscheid | Preussen Krefeld | 2:0 | Hubert Houben Stadion (Goch)                 |
| maj 1995        | Rot-Weiss Essen | 1. FC Bocholt | 3:1 | Georg Melches Stadium (Essen)                |
| 23. maj 1996    | Rot-Weiß Oberhausen | FC Remscheid | 2:0 | Niederrhein Stadium (Oberhausen)             |
| 1997            | Borussia Mönchengladbach Am. | Rot-Weiß Oberhausen | 5:4 A.E.T. | Grenzlandstadion (Mönchengladbach)           |
| 9. april 1998   | Rot-Weiß Oberhausen | SV Straelen | 2:0 A.E.T. | Niederrhein Stadium (Oberhausen)             |
| 13. maj 1999    | Wuppertaler SV | SuS 09 Dinslaken | 3:2 A.E.T. | BSA Voerder Straße (Dinslaken)               |
| 1. maj 2000     | Wuppertaler SV | Borussia Mönchengladbach Am. | 1:0 ad.t.t. | Grenzlandstadion (Mönchengladbach)           |
| 1. maj 2001     | KFC Uerdingen 05 | SSVg Velbert | 3-0 | Grotenburg Stadion (Krefeld)                 |
| 9. maj 2002     | Rot-Weiss Essen | SV Straelen | 4:2 | Römerstraße sportsplads (Straelen)           |
| 1. maj 2003     | SSVg Velbert | Fortuna Düsseldorf | 1:0 | Sunflower Stadium (Velbert)                  |
| 12. maj 2004    | Rot-Weiss Essen | Fortuna Düsseldorf | 2:0 | Grotenburg Stadion (Krefeld)                 |
| 3. maj 2005     | Wuppertaler SV | SSVg Velbert | 5:0 | Stadion i Zoo (Wuppertal)                    |
| 24. maj 2006    | SSVg Velbert | Wuppertaler SV | 1:0 | Sunflower Stadium (Velbert)                  |
| 15. maj 2007    | Wuppertaler SV | SSVg Velbert | 2:0 | Stadion i Zoo (Wuppertal)                    |
| 8. april 2008   | Rot-Weiss Essen | Fortuna Düsseldorf | 1:0 | MSV Arena (Duisburg)                         |
| 27. maj 2009    | VfB Speldorf | Rot-Weiss Essen | 3:2 | Georg Melches Stadium (Essen)                |
| 19. maj 2010    | Schwarz-Weiß Essen | Rot-Weiss Essen | 2:1 | Georg Melches Stadium (Essen)                |
| 26. maj 2011    | Rot-Weiss Essen | SSVg Velbert | 1:0 | Sunflower Stadium (Velbert)                  |
| 16. maj 2012    | Rot-Weiss Essen | SV Hönnepel-Niedermörmter | 3:2 | Georg Melches Stadium (Essen)                |
| 29. maj 2013    | Sportsvenner Baumberg | Rot-Weiß Oberhausen | 1:0 | Niederrhein Stadium (Oberhausen)             |
| 15. maj 2014    | MSV Duisburg | TV Jahn Hiesfeld | 5:2 | MSV Arena (Duisburg)                         |
| 14. maj 2015    | Rot-Weiss Essen | Rot-Weiß Oberhausen | 0:0 a.t., 6:5 i. E | Essen Stadium (Essen)                        |
| 28. maj 2016    | Rot-Weiss Essen | Wuppertaler SV | 3-0 | Essen Stadium (Essen)                        |
| 25. maj 2017    | MSV Duisburg | Rot-Weiss Essen | 2:0 | Essen Stadium (Essen)                        |
| 21. maj 2018    | Rot-Weiß Oberhausen | Rot-Weiss Essen | 2:1 | Niederrhein Stadium (Oberhausen)             |
| 25. maj 2019    | KFC Uerdingen 05 | Wuppertaler SV | 2:1 | Stadion i Zoo (Wuppertal)                    |
| 22. august 2020 | Rot-Weiss Essen | 1. FC Kleve | 3:1 | Essen Stadium (Essen)                        |
| 29. maj 2021    | Wuppertaler SV | SV Straelen | 2:1 | MSV Arena (Duisburg)                         |
| 21. maj 2022    | SV Straelen | Wuppertaler SV | 1:0 | MSV Arena (Duisburg)                         |
| 3. juni 2023    | Rot-Weiss Essen | Rot-Weiß Oberhausen | 2:0 | Stadion på Hafenstrasse (Essen)              |